# Metro de Lyon
El metro de Lyon es una red de ferrocarril metropolitano que da servicio a la ciudad francesa de Lyon y a su área metropolitana. 
Comenzó a funcionar en 1978 y actualmente comprende cuatro líneas.
El metro lionés circula por la izquierda, como los trenes franceses, los demás metros circulan generalmente por la derecha (aunque hay excepciones, como el metro de Madrid). El gálibo del metro de Lyon, 2,90 m, es más ancho que la media de los metros europeos.

## Líneas
La red de metro comprende cuatro líneas, A-B-C-D, identificadas en los mapas por colores diferentes:
| Línea | Longitud (km) | Apertura | Ruta                                            | Flota  |
| ----- | ------------- | -------- | ----------------------------------------------- | ------ |
|       | 9,3           | 1978     | Perrache - Vaulx en Velin - La Soie             | MPL-75 |
|       | 10,2          | 1978     | Charpennes - Saint-Genis-Laval Hôpital Lyon Sud | MPL-16 |
|       | 2,5           | 1974     | Hôtel de Ville - Cuire                          | MCL-80 |
|       | 12,6          | 1991     | Gare de Vaise - Gare de Vénissieux              | MPL-85 |

### Líneas A y B
Las líneas A (Perrache - Laurent Bonnevay) y B (Charpennes - Part-Dieu) se pusieron en funcionamiento el 2 de mayo de 1978. Son líneas de metro sobre neumáticos de caucho. La línea B se prolonga en Jean Macé el 9 de septiembre de 1981, y después en Gerland el 4 de septiembre de 2000. Para 2007, se anuncia una prolongación de la línea A en La Soie, y para 2013, una prolongación de la línea B en Oullins. Estas líneas, poco profundas, se han construido en zanjas cubiertas.
Horario: la línea A de 4:37 a 0:18 y la Línea B de 4:49 a 0:20 
Frecuencia mínima: la línea A 2'37, Línea B 3'38.

### Línea C
El ferrocarril de cremallera Croix-Rousse-Croix-Paquet, renovado en 1974, se integra a la red y vuelve a la línea C (Hôtel-de-Ville - Croix-Rousse), en 1978. La línea se prolongó en Cuire el 8 de diciembre de 1984. Debido a haber sido anteriormente un ferrocarril de cremallera, la línea C es (a diferencia de las otras tres) de rodadura férrea y captación de corriente eléctrica mediante catenaria. 
Horario: de 5:00 a 0:25.
Frecuencia mínima: 5'30.

### Línea D
La línea D, sobre neumáticos de caucho y a pilotaje automático, llamada MAGGALY (Métro Automatique à Grand Gabarit de l’Agglomération Lyonnaise, en español, Metro Automático de Gran Gálibo de la Aglomeración Lionesa), fue puesta en funcionamiento en conducción manual el 4 de septiembre de 1991 sobre el trayecto Gorge-de-Loup - Grange-Blanche. Se prolongó a Gare de Vénissieux el 11 de diciembre de 1992, fecha de puesta en funcionamiento del servicio de pilotaje automático integral, después de la Gare de Vaise el 28 de abril de 1997. Esta línea, que es la más profunda, se ha construido principalmente en un túnel perforado (con un pasaje sobre dos ríos: el Ródano y el Saône).
Horario: de 5:00 a 0:19.
Frecuencia mínima: 1'45.

## Explotación
La explotación del metro, así como los autobuses, trolebuses, tranvías, tren-tranvías y funiculares de Lyon corre a cargo de Keolis Lyon, filial del grupo Keolis, bajo la marca TCL (Transports en commun lyonnais), por la cuenta del Sindicato de transportes de la aglomeración lionesa (SYTRAL).